# Medal of Honor (serie)
Medal of Honor este o serie de jocuri video de tip first-person shooter (FPS) care a debutat în anul 1999. Dezvoltată inițial de DreamWorks Interactive (mai târziu rebotezată EA Los Angeles și actualmente parte din DICE Los Angeles), seria este publicată de Electronic Arts. Jocurile din seria Medal of Honor se concentrează în principal pe Al Doilea Război Mondial, deși unele titluri mai recente explorează conflicte contemporane.

## Istorie

### Origini și dezvoltare
Conceptul inițial pentru Medal of Honor a fost creat de cineastul Steven Spielberg. Inspirat de filmul său de succes "Saving Private Ryan" (1998), Spielberg a dorit să creeze un joc care să transmită intensitatea și realismul luptelor din Al Doilea Război Mondial. Primul joc, lansat în 1999 pentru PlayStation, a primit aprecieri pentru realismul său și povestea captivantă.

### Evoluția seriei
De-a lungul anilor, seria Medal of Honor a evoluat, adăugând noi mecanici de joc, grafici îmbunătățite și povești mai complexe. Cele mai notabile titluri din serie includ:
- Medal of Honor: Allied Assault (2002) - Considerat unul dintre cele mai bune jocuri din serie, Allied Assault a fost primul titlu lansat pe PC și a stabilit standarde înalte pentru jocurile de război prin realismul său și misiunile diverse.
- Medal of Honor: Pacific Assault (2004) - Acest joc a mutat acțiunea în teatrul de război din Pacific, oferind o nouă perspectivă asupra conflictului și introducând noi elemente de gameplay.
- Medal of Honor: Airborne (2007) - Airborne a adus inovații în gameplay prin introducerea parașutismului, permițând jucătorilor să aleagă punctele de aterizare și să abordeze misiunile într-un mod mai deschis și strategic.

### Trecerea la conflictele moderne
În 2010, seria a făcut tranziția de la Al Doilea Război Mondial la conflicte contemporane cu jocul Medal of Honor. Acțiunea jocului se desfășura în Afganistan, iar povestea era bazată pe evenimente reale și misiuni ale Forțelor Speciale. Jocul a fost apreciat pentru realismul său și abordarea matură a subiectului.

### Decline și încercări de revigorare
Cu toate că Medal of Honor (2010) și continuarea sa, Medal of Honor: Warfighter (2012), au avut recenzii mixte și vânzări mai slabe, acestea au încercat să reînnoiască interesul pentru serie prin grafici avansate și povești contemporane. Cu toate acestea, popularitatea în creștere a seriei Call of Duty și Battlefield a pus presiune pe Medal of Honor, care nu a mai reușit să-și recâștige statutul de lider în genul FPS.

## Gameplay
Seria Medal of Honor este cunoscută pentru realismul și atenția la detalii în ceea ce privește armamentul, uniformele și scenariile de luptă. Jocurile oferă o combinație de misiuni de infiltrare, asalt și supraviețuire, care necesită o abordare strategică și abilități de tir precis.

### Caracteristici distinctive
- Realismul istoric: Multe dintre jocurile Medal of Honor sunt bazate pe evenimente reale din Al Doilea Război Mondial și au consultat experți militari pentru a asigura autenticitatea.
- Povești captivante: Campaniile single-player sunt adesea bine scrise și oferă o experiență narativă profundă, care implică jucătorii emoțional.
- Multiplayer: Începând cu Allied Assault, seria a inclus moduri multiplayer care au devenit foarte populare, oferind diverse hărți și moduri de joc competitive.

## Impact și moștenire
Medal of Honor a avut un impact semnificativ asupra genului FPS și a contribuit la popularizarea jocurilor de război. Seria a fost lăudată pentru abordarea sa serioasă și respectuoasă față de evenimentele istorice și pentru inovațiile aduse în gameplay.
Deși seria nu mai este activă în prezent, influența sa poate fi văzută în multe jocuri contemporane. Jocurile Medal of Honor au fost recunoscute pentru contribuția lor la dezvoltarea industriei jocurilor video și pentru modul în care au prezentat istoria militară într-un format interactiv.

## Titluri din serie
1. Medal of Honor (1999)
2. Medal of Honor: Underground (2000)
3. Medal of Honor: Allied Assault (2002)
4. Medal of Honor: Frontline (2002)
5. Medal of Honor: Rising Sun (2003)
6. Medal of Honor: Pacific Assault (2004)
7. Medal of Honor: European Assault (2005)
8. Medal of Honor: Heroes (2006)
9. Medal of Honor: Vanguard (2007)
10. Medal of Honor: Airborne (2007)
11. Medal of Honor: Heroes 2 (2007)
12. Medal of Honor (2010)
13. Medal of Honor: Warfighter (2012)